# Apocalypse (videogioco 1998)
Apocalypse è un videogioco del 1998, sviluppato da Neversoft e pubblicato da Activision esclusivamente per PlayStation. Il gioco è uno sparatutto in terza persona con grafica in 3D ed è caratterizzato da un sistema di controllo particolare che sfrutta entrambe le levette del controller, simile a quello del vecchio Robotron: 2084.

## Trama
In un non meglio precisato futuro, un ex-scienziato che si fa chiamare "Il Reverendo", dopo aver conquistato un enorme potere politico ed ecclesiastico, sale ai piani alti del governo e diviene il braccio destro del Presidente degli Stati Uniti d'America. Con una foltissima schiera di seguaci, la sua parola diventa legge. Tuttavia il potere non gli basta più, e ritenendo l'umanità troppo corrotta e peccaminosa, si decide a provocare il Giorno del giudizio. Per portare a termine il suo piano, utilizzando le sue grandi conoscenze mediche e scientifiche, il Reverendo crea in laboratorio, modificando geneticamente il corpo di quattro individui, i temibili Cavalieri dell'Apocalisse: Morte, Peste, Guerra e Fame. L'unico uomo a conoscenza di questo diabolico piano è Trey Kincaid, suo vecchio allievo, amico e collega. Conoscendo bene Trey e sapendo che potrebbe intralciarlo nei suoi intenti, Il Reverendo lo fa rinchiudere nel carcere di massima sicurezza Isola del Paradiso, e condannare a morte. Kincaid però è un esperto di nanotecnologia e riesce così a creare "dal nulla" un'arma ipertecnologica che supporta svariate funzioni e munizioni, e a cominciare la sua lunga fuga. Il Reverendo scaglia quindi all'inseguimento del fuggitivo un intero esercito di soldati e forze dell'ordine.
Dopo essere riuscito a evadere di prigione sfruttando i condotti fognari e aver attraversato la città, facendosi strada a suon di sparatorie tra i nemici, Trey si reca al laboratorio del suo amico Larry, anch'egli uno scienziato che aveva collaborato con lui e Il Reverendo in passato, per vedere di trovare qualcosa di utile che lo possa aiutare a fermare Il Reverendo. Ma appena mette piede nel laboratorio, arriva Larry, che lo lascia sgomento, perché dovrebbe essere morto da tempo. In realtà, infatti, non si tratta di Larry ma di Morte, il primo Cavaliere dell'Apocalisse, che si era mimetizzato assumendo le sembianze del defunto Larry. Dopo un veloce scontro, Kincaid riesce ad eliminare Morte, che però, prima del suo arrivo, ha attivato una bomba nel laboratorio che ora sta per esplodere. Trey riesce miracolosamente a salvarsi gettandosi fuori da una finestra, e l'urto dell'esplosione lo sbalza su dei tetti. Qui, tramite dei megaschermi, il protagonista assiste a una trasmissione del Presidente che dice che Il Reverendo è morto per mano di Trey, ma Kincaid capisce subito che è tutto progettato a tavolino solo per incastrarlo e che Il Reverendo si sta nascondendo da lui. Per trovare un attimo di respiro dai suoi inseguitori, Trey decide di andare a rifugiarsi momentaneamente dalla sua ex ragazza, una cantante gothic di nome Mary Magdalene, la quale ha aperto un pub nel bel mezzo di un cimitero.
Giunto sul posto, Trey scopre che anche Mary Magdalene non è altri che un Cavaliere dell'Apocalisse, in questo caso Peste. Dopo una feroce battaglia sul palcoscenico del pub, Peste viene definitivamente sconfitta, e Trey capisce che Il Reverendo ha tramutato due dei suoi conoscenti più cari perché immaginava che sarebbe andato da loro per trovare aiuto. Tramite l'intestazione impressa a fuoco sull'arma di Peste, Kincaid risale alla fabbrica di armi cittadina. Alla fabbrica Trey raggiunge il Direttore della struttura, un uomo di nome Rafer, per interrogarlo sul Reverendo, con cui sicuramente è in combutta dato che i Cavalieri sono equipaggiati con le armi di questa fabbrica, ma Rafer fugge dalla stanza tramite una botola segreta nel pavimento. Sapendo che il Direttore si sta recando sul tetto per fuggire in elicottero, Trey si fa strada fino all'ultimo piano, dove purtroppo però vede che l'elicottero è già decollato. Trey spara allora un missile autoguidato che colpisce il velivolo e lo fa precipitare non molto lontano dalla fabbrica.
Kincaid raggiunge il luogo dell'incidente. Dai rottami dell'elicottero esce Guerra, il terzo Cavaliere, che si scopre quindi essere stato in incognito sotto le mentite spoglie di Rafer. Dopo un inseguimento per le vie dalla città, Trey fa fuori Guerra, che viene sommerso dalla lava fuoriuscita dal sottosuolo a causa del peso eccessivo del Cavaliere divenuto gigante durante lo scontro. Ricordandosi le parole di Guerra, che nei panni di Rafer aveva dichiarato di vendere le armi direttamente al Presidente, Trey decide di andare a stanarlo alla Casa Bianca. Una volta giunto, Trey decima la sorveglianza e i soldati del Presidente, fino a raggiungere la Stanza Ovale dove si trova. Qui il Presidente getta la maschera e si rivela per quello che è: Fame, l'ultimo Cavaliere dell'Apocalisse. Le pareti della stanza crollano, e tutto intorno a Trey e a Fame non restano che lava e fiamme, e la battaglia finale avviene quindi in una sorta di arena infernale a cielo aperto. A ogni colpo inflittogli da Kincaid, Fame diventa sempre più robusto e potente; Trey pensa quindi di colpirlo e farlo potenziare all'eccesso, fino a quando Fame perirà sotto la troppa carica di potere che ha acquisito. Il piano funziona e Fame si carbonizza, bruciato dal fuoco accesosigli addosso a causa del sovraccarico di potenza che aveva in corpo.
Poco prima di morire, Fame muta forma e lascia posto al Reverendo. Si scopre così che il pazzo scienziato aveva modificato sé stesso ed era divenuto personalmente il più potente Cavaliere dell'Apocalisse, per poi uccidere il Presidente e prenderne il posto a capo del governo. Trey pensa che l'incubo sia finito, ma il Reverendo fa uscire la sua stessa anima dal corpo morente, per impossessarsi di quello di Kincaid. Il gioco si conclude con un Trey indemoniato dagli occhi rosso sangue, divenuto ormai nient'altro che un involucro di carne e ossa per l'anima del Reverendo, che ora, con un corpo umano nuovo e più robusto di quello che aveva prima, si accinge a riprendere in mano i suoi piani di sterminio e purificazione dell'umanità.

## Modalità di gioco
Il gioco presenta un gameplay molto semplice ma efficace.
Il personaggio è controllato utilizzando la levetta sinistra del controller Dual Shock (o in alternativa dai tasti direzionali), mentre con la levetta destra (o in alternativa con i quattro tasti dei "simboli") è possibile indirizzare il fuoco in ogni direzione, indipendentemente da quella in cui si sta correndo. Il giocatore può inoltre saltare, appendersi alle sporgenze, abbassarsi e rotolare.
Il giocatore dispone di una singola arma, che però può equipaggiare vari tipi di munizioni.
La telecamera si sposta automaticamente a seconda della sezione del gioco, in modo da offrire visuali ravvicinate alle spalle o inquadrature d'insieme dall'alto per ottimizzare la visione del gioco nelle varie situazioni e per renderlo più vario.
Il giocatore deve principalmente sparare agli avversari e schivare i colpi, ma non mancano sezioni in stile platform caratterizzate da sequenze di salti su piattaforme mobili e instabili.

## I livelli
I vari livelli del gioco sono connessi fra loro in modo coerente ed intervallati da filmati pre-renderizzati. Durante le schermate di caricamento sono presenti frasi e citazioni relativi a ciò che si dovrà affrontare, scritte in stile pseudo biblico. Solitamente al termine di ogni livello si ha uno scontro con un boss (come un mezzo da combattimento corazzato o un demone) senza interruzioni nel gameplay, oppure si incontra uno dei Cavalieri in un apposito mini-livello, dopo un breve filmato in CGI.
1. Prigione - "Ed egli ti farà prigioniero e ti condannerà a morte, per mettere alla prova il tuo coraggio" - Boss: Carro armato corazzato
2. Fogne - "E sarai condannato all'esilio e destinato a vagabondare sottoterra"                                                                                                 - Boss: Coccodrillo gigante
3. Città - "E sarai considerato come uno straniero nella tua città e disprezzato dai tuoi vicini"                                                                                      - Boss: ondata di nemici formata da alcuni soldati, due carri armati e due elicotteri
4. Morte - "I vecchi amici ti tradiranno e l'ombra della morte cadrà su di te"                                                                                                    - Boss: Morte, primo Cavaliere dell'Apocalisse
5. Tetti - "E il giusto fuggirà in fretta, per paura che i suoi nemici lo circondino"                                                                                                 - Boss: elicottero d'assalto
6. Cimitero - "E il sentiero che porta al santuario ti condurrà nella valle dei morti"                                                                                                - Boss: ondate di nemici da uccidere nel frattempo che si apre la porta del nightclub
7. Peste - "E saranno colpiti dalla peste che divorerà i loro corpi"                                                                                                            - Boss: Peste, secondo Cavaliere dell'Apocalisse
8. Fabbrica di armi - "Segui la spada della violenza fino a raggiungere il fuoco nel quale fu forgiata"                                                                                - Boss: ondate di sentinelle
9. Guerra - "Egli giudica con equità e pieno d'ira crea la guerra"                                                                                                             - Boss: Guerra, terzo Cavaliere dell'Apocalisse
10. Casa Bianca - "E il cavaliere impose loro un re, in un palazzo di pietra"                                                                                                     - Boss: nemici con una lunga sequenza platform di numerosi salti
11. Fame - "Un falso profeta dovrà patire gli stenti della fame e un'apocalisse si abbatterà sulla Terra"                                                                               - Boss: Fame, il quarto e ultimo Cavaliere dell'Apocalisse

## Armi
L'arma in dotazione di Trey è un fucile automatico, che supporta svariati tipi di munizioni dalle caratteristiche differenti, da proiettili ad esplosivi, e producono anche vibrazioni differenti sul controller.
- Mitragliatrice: dotazione standard, con munizioni infinite.
- Lanciafiamme: fuoco costante a media gittata, utile contro gruppi di umani.
- Raggio di particelle: fascio di energia continua di grande potenza.
- Laser: un raggio viola che raggiunge il nemico più vicino.
- Laser veloce: laser lanciato sotto forma di proiettili verdi, lunga gittata.
- Granate: piccole bombe , esplodono al contatto.
- Missili autoguidati: deboli, ma in grado di ricercare automaticamente il bersaglio evitando ostacoli sulla traiettoria.
- Razzi: potenti missili lanciati linearmente ed esplodono al contatto col bersaglio.
- Bomba intelligente: una potente onda d'urto circolare che infligge gravi danni ad area. Ha un apposito tasto dedicato.

## Personaggi
- Trey Kincaid: il personaggio principale. Uno scienziato ormai decaduto, che cerca di fermare i piani del suo vecchio mentore. Interpretato sia nell'aspetto che nella voce originale da Bruce Willis, tramite motion capture. Doppiato in italiano da Mario Cordova.
- Il Reverendo: l'antagonista principale. Un vecchio scienziato divenuto un fanatico religioso assetato di potere. Persegue l'intento di purificare l'umanità dai suoi peccati, anche a costo di uno sterminio totale. Interpretato da Joe Frank nella versione originale. Doppiato in italiano da Silvano Piccardi.
- Larry/Morte: il primo Cavaliere dell'Apocalisse affrontato da Trey. Ha assunto le fattezze e l'aspetto di Larry, in passato collega e amico di Kincaid, per mimetizzarsi e tendergli una trappola. Interpretati nella versione originale da Joe Frank. Doppiati in italiano da Luca Sandri.
- Mary Magdalene/Peste: il più inquietante Cavaliere dell'Apocalisse, celatosi dietro l'identità di Mary Magdalene, ex fidanzata di Trey. Il suo covo è il pub situato in mezzo al cimitero cittadino. Interpretata nella versione originale dalla cantante Ann Danielewski, in arte Poe. Doppiate in italiano da Silvana Fantini.
- Direttore Rafer/Guerra: il Cavaliere dell'Apocalisse più sanguinario, se ne sta tranquillamente seduto dietro a una scrivania nel suo ufficio alla fabbrica d'armi con le sembianze del Direttore in attesa dell'arrivo di Kincaid. Interpretato nella versione originale da Tom Wyner. Doppiati in italiano da Marco Balzarotti.
- Il Presidente/Fame: il più potente fra i Cavalieri dell'Apocalisse, si nasconde dietro le sembianze del Presidente degli Stati Uniti. Si scoprirà poi essere Il Reverendo stesso tramutato sia nell'aspetto che nella voce. Interpretati nella versione originale da Tom Wyner. Doppiati in italiano da Antonio Paiola.

## Produzione
Inizialmente gli sviluppatori avevano pensato di dare al personaggio di Bruce Willis un ruolo da "spalla" ad un altro protagonista, ma poi hanno capito che i giocatori avrebbero preferito di gran lunga controllare proprio lui piuttosto che "parlarci".
Nella versione americana, la cantante Poe, oltre che come interprete della Peste, è accreditata anche nella colonna sonora con una cover del suo brano Control.
Nella colonna sonora è stata inclusa anche la canzone War? dei System of a Down.
Il motore grafico offre degli effetti grafici di qualità (come l'acqua nelle fogne) ed un buon frame-rate, anche se in determinate sezioni si presentano dei rallentamenti. 
Nel gioco sono presenti alcuni maxischermi, in cui vengono proiettate versioni editate dei video musicali delle canzoni presenti nella colonna sonora del gioco.
Il gioco successivo della Neversoft, Tony Hawk's Pro Skater ha un aspetto simile e dei maxischermi analoghi, il che fa pensare che i due giochi abbiano lo stesso engine grafico, derivato dal gioco incompiuto Big Gun e riutilizzato poi anche per Spider-Man.